# زي كارلوس (لاعب كرة قدم مواليد 1985)
جوزيه كارلوس دوس أنجوس سافيو (بالبرتغالية: José Carlos dos Anjos Sávio‏) هو لاعب كرة قدم برازيلي في مركز حراسة المرمى، ولد في 9 سبتمبر 1985 في كريسيوما في البرازيل. لعب مع جمعية أرابيراكا الرياضية ونادي أفاي لكرة القدم ونادي بارانا ونادي بوا إيسبورت ونادي كريسيوما.

## وصلات خارجية
- زي كارلوس (لاعب كرة قدم) على موقع قاعدة بيانات كرة القدم.إي يو (الإنجليزية)
- زي كارلوس (لاعب كرة قدم) على موقع Soccerway.com (الإنجليزية)